# Stanisław Krawczyk (matematyk)
Stanisław Krawczyk (ur. 15 listopada 1942 w Tomaszowie Lubelskim) – polski matematyk, ekonomista, dr hab., pracownik naukowy Akademii Ekonomicznej we Wrocławiu, profesor nadzwyczajny Katedry Inżynierii Zarządzania i Systemów Logistycznych Wydziału Ekonomii i Zarządzania Uniwersytetu Zielonogórskiego.

## Życiorys
Jest absolwentem liceum ogólnokształcącego w Myszkowie (1959) i studiów matematycznych na Uniwersytecie Jagiellońskim (1964). W latach 1964–1967 pracował jako nauczyciel w liceum ogólnokształcącym w Jeleniej Górze. Od 1967 był zatrudniony w Wyższej Szkole Ekonomicznej we Wrocławiu, od 1974 w Akademii Ekonomicznej we Wrocławiu. Tam w 1974 obronił pracę doktorską, w 1982 uzyskał stopień doktora habilitowanego. 17 listopada 1990 nadano mu tytuł profesora w zakresie nauk ekonomicznych. Pracował w Instytucie Zastosowań Matematyki na Wydziale Zarządzania, Informatyki i Finansów Uniwersytetu Ekonomicznego we Wrocławiu i w Międzynarodowej Wyższej Szkole Logistyki i Transportu we Wrocławiu.
Objął funkcję profesora nadzwyczajnego w Katedrze Inżynierii Zarządzania i Systemów Logistycznych na Wydziale Ekonomii i Zarządzania Uniwersytetu Zielonogórskiego, oraz dyrektora Instytutu Zastosowań Matematyki Wydziału Zarządzania, Informatyki i Finansów Uniwersytetu Ekonomicznego we Wrocławiu, a także rektora Międzynarodowej Wyższej Szkole Logistyki i Transportu we Wrocławiu.